# جون نورتون
المقدّم السير جون نورتون غريفيثس (13 يوليو 1871 – 27 سبتمبر 1930)، كان مهندسًا وضابطًا في الجيش البريطاني خلال حرب البوير الثانية والحرب العالمية الأولى، كما كان عضوًا في البرلمان. كان شخصية مميزة في عصره، وكان يُعرف باسم "جاك الإمبراطورية" أو "جاك الجحيم"، وهو أيضًا جد السياسي البريطاني البارز جيرمي ثورب.

## الحياة المبكرة
وُلد جون نورتون-غريفيثس باسم "جون غريفيثس" في مقاطعة سومرست في 13 يوليو 1871. كان ابن جون غريفيثس (1825-1891)، مقاول بناء من بريكون، ويلز، والذي كان في وقت ولادة ابنه يعمل مشرفًا على أعمال البناء في عقار سانت أودريز مانور في ويست كوانتوكهيد. عاش طفولة مضطربة، وغادر المنزل في سن 17.
بعد تعليم غير مثمر عمومًا، قضى عامًا (1887–1888) كجندي في وحدة "لايف غاردز"، ثم سافر إلى مستعمرة ناتال، ومن هناك إلى ترانسفال حيث عمل كـ"نائب مدير" في منجم ذهب وهو في سن السابعة عشرة.

## المسيرة العسكرية في أفريقيا
في عام 1896، مع اندلاع حرب ماتابيلي الثانية، انضم إلى قوة ماشونالاند الميدانية بقيادة اللفتنانت كولونيل إدوين ألديرسون، ثم في عام 1897 تم تعيينه في شرطة جنوب أفريقيا البريطانية. خلال حرب البوير الثانية، خدم لفترة وجيزة في وحدة "برانتبس هورس"، ثم كقائد مساعد في الحرس الخاص للورد روبرتس.

## السنوات الأخيرة في مصر
بعد الحرب، تعثّرت أعماله وتدهورت صحته. حصلت شركته على عقد لرفع مستوى خزان أسوان بأسعار منخفضة بشكل غير واقعي، مما عرضّه للإفلاس وربما المحاكمة.
وفي 27 سبتمبر 1930، أثناء تواجده في الإسكندرية بمصر، أخذ قاربًا من فندق كازينو، ولم يعد. تم العثور على جثته طافية في الماء، بها طلقة في الرأس، دون العثور على سلاح. وخلص التحقيق إلى أنها كانت حالة انتحار.
أُعيد جثمانه إلى إنجلترا ودُفن في ميكهلهام، ساري، في 18 أكتوبر 1930، عن عمر 59 عامًا. وعاشت زوجته غلاديس حتى عام 1974، وتوفيت عن عمر يناهز 101 عامًا.